# Damiano Tommasi
Damiano Tommasi (Negrar, 1974. május 17.) egykori olasz válogatott labdarúgó.

## Pályafutása
Tommasi nevelőegyesületében, a Hellas Veronában kezdte profi pályafutását. Öt évig volt a másodosztályú csapat játékosa. Élvonalbeli bemutatkozása már az AS Roma csapatához kapcsolódik: 1996. szeptember 7-én a Piacenza elleni 3–1-re megnyert mérkőzésen debütált a fővárosi csapatban. Pályafutása döntő részét, tíz évet töltött itt, pályafutása legnagyobb sikereként 2001-ben bajnok lett.
Tommasi tagja volt az 1996-os U21-es labdarúgó-Európa-bajnokságon aranyérmes csapatnak és az atlantai olimpiai csapatnak is. A felnőtt válogatottban 1998. november 18-án Spanyolország ellen mutatkozott be, a csapat állandó tagjává azonban csak 2001-ben vált. A 2002-es világbajnokságon válogatottja mind a négy mérkőzésén szerepelt.
2004 nyarán egy Stoke City elleni felkészülési mérkőzésen nagyon súlyos térdsérülést szenvedett. Bár pályafutása nem ért véget, nagyon hosszú ideig nem léphetett pályára. 2005 nyarán, még felépülése előtt lejárt a szerződése, klubjával olyan feltételek mellett hosszabbított egy évvel, amely számára mindössze egy ifjúsági játékos fizetését adta. 2005. október 30-án tért vissza, egy Ascoli elleni mérkőzésen a közönség hosszan tartó ovációja mellett váltotta a második félidőben Olivier Dacourt-t. November 27-én a Fiorentina elleni hazai bajnoki mérkőzésen szerezte visszatérése utáni első gólját. Játékával aktívan segítette csapatát a bajnokság végén bajnoki ezüstéremhez.
Tíz év után, 2006 júliusában távozott a csapattól a spanyol Levantéhoz, amely csapat azonban gyengén szerepelt a bajnokságban, és 2008-ban ki is esett az élvonalból.
2008. szeptember 10-én egy évre az angol másodosztályú Queens Park Rangers csapatához szerződött, de fél év után, 2009. január 9-én felbontotta szerződését. Február 10-én írta alá szerződését a kínai élvonalbeli Tianjin Teda csapatához. Az idény végén bejelentette visszavonulását. 2015 nyarán a san marinói La Fiorita színeiben pályára lépett az FC Vaduz elleni Európa-liga párharc mindkét mérkőzésen (0-5, 1-5), ő szerezte csapata egyetlen gólját.

## Külső hivatkozások
- Tommasi hivatalos honlapja (olaszul)
- Adatlapja a QPR honlapján (angolul)